# Hexatoma (Eriocera) triangularis
Hexatoma (Eriocera) triangularis is een tweevleugelige uit de familie steltmuggen (Limoniidae). De soort komt voor in het Oriëntaals gebied.